# سوسانو

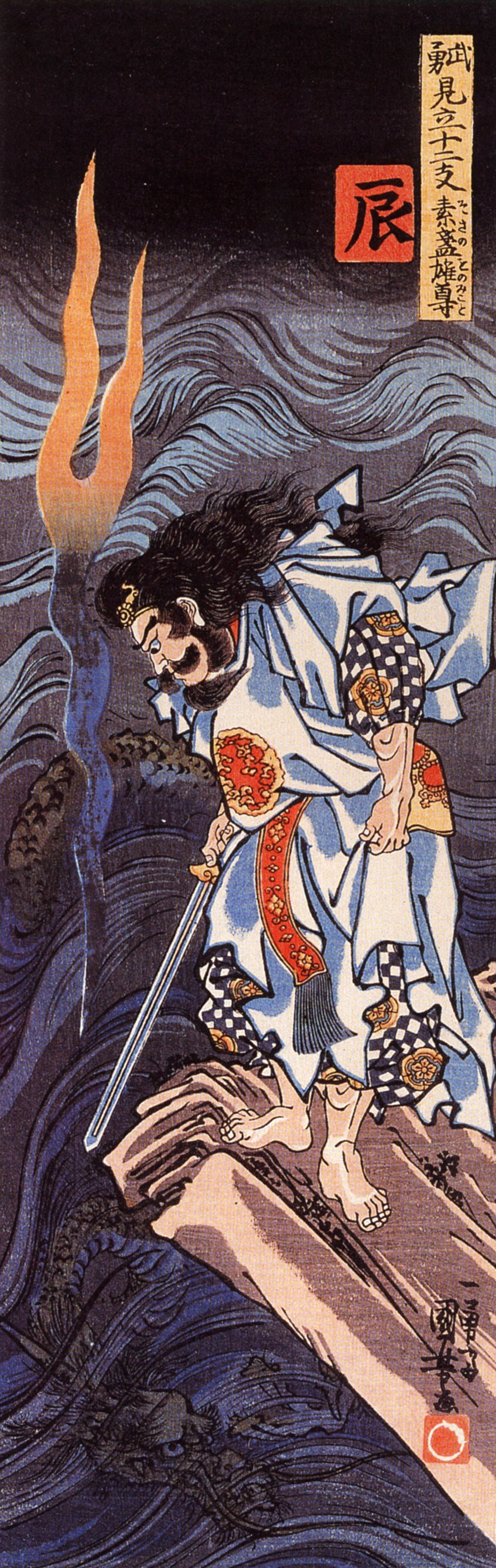
لوحة من رسم أُتاغاوا كُنيوشي تصور سوسانو وهو يذبح ياماتا نو أوروتشي.

سوسانو (باللغة اليابانية: 須佐之男命 سوسانوؤ نو ميكوتو) في الشنتو هو إله البحر والعواصف.

## الأسطورة
في الأساطير اليابانية سوسانو هو أخ أماتيراسو إلهة الشمس وتسوكويومي إله القمر. هؤلاء الثلاثة نزلوا على شكل قطرات من إزاناغي عندما غسل وجهه غاسلًا نجاسة اليومي (العالم السفلي). ولدت أماتيراسو عندما غسل إزاناغي عينه اليسرى، وتسوكويومي ولد عندما غسل عينه اليمنى، وسوسانو ولد عندما غسل أنفه.
ترجع أقدم الأساطير التي تذكر سوسانو إلى عام 680 ميلادية في كوجيكي وفي عام 720 ميلادية في نيهون شوكي التي تذكر قصة سوسانو مع أخته عندما همت للرحيل من الجنة بأوامر من إزاناغي.

## معبد إزومو
بينما معبد إيسه مخصص للإله أماتيراسو فإن معبد إزومو مخصص للإله سوسانو.